# Zygodontomys brunneus
Zygodontomys brunneus är en däggdjursart som beskrevs av Thomas 1898. Zygodontomys brunneus ingår i släktet rörmöss och familjen hamsterartade gnagare. IUCN kategoriserar arten globalt som livskraftig. Inga underarter finns listade.
Denna gnagare förekommer bara i ett bergsområde i norra Colombia där den vistas i dalgångar. Dalgångarna ligger 300 till 1300 meter över havet. Habitatet utgörs av gräsmarker, skogsgläntor, strandlinjer och jordbruksmark.
Individerna är aktiva på natten och vistas främst på marken. De äter frön, frukter och gröna växtdelar som gräs (däribland sockerrör och ris). Zygodontomys brunneus gräver jordhålor eller använder naturliga hålrum under rötter som bo och fodrar boet med gräs eller andra växtdelar.